# Frederik Schnedler-Petersen
Frederik Schnedler-Petersen   (Rudkøbing, 16 de febrer de 1867 - Frederiksberg, 6 d'abril de 1938) va ser un director d'orquestra danès.
Schnedler-Petersen va rebre les seves primeres lliçons de violí de l'organista de la seva ciutat natal, i després d'⁣Emil Jæhnigen a Slagelse. El 1885 va començar a estudiar al Det Kongelige Danske Musikkonservatorium amb Valdemar Tofte com a professor de violí, el 1888–1892 va assistir a la Reial Acadèmia de Música de Berlín amb Joseph Joachim com a professor, i després va passar un hivern a París. El 1894–1895 va ser concertino al Konzerthaus de Berlín, el 1897 al Tívoli de Copenhaguen, després durant una successió d'anys va ser director al Marienlyst Bad, alternant amb el Sommerlyst de Copenhaguen. En els anys 1905–1909 va ser mestre de capella a la Societat Musical de Turku, on, en l'últim any va esdevenir el successor de Joachim Andersen com a director a la sala de concerts Tivoli i als concerts de Palae a Copenhaguen (més tard l'Orquestra Filharmònica). Va ser el director dels concerts municipals de Copenhaguen des de 1912 i el director en cap de la Unió Coral de Copenhaguen.